# Condado de Nakło
Condado de Nakło (polaco: powiat nakielski) é um powiat (condado) da Polónia, na voivodia de Cujávia-Pomerânia. A sede do condado é a cidade de Nakło nad Notecią. Estende-se por uma área de 1120,48 km², com 84 607 habitantes, segundo os censos de 2005, com uma densidade 75,51 hab/km².

## Divisões admistrativas
O condado possui:
Comunas urbana-rurais: Kcynia, Mrocza, Nakło nad Notecią, Szubin
Comunas rurais: Sadki
Cidades: Kcynia, Mrocza, Nakło nad Notecią, Szubin
Condados vizinhos: Sępoleńskim, Chodzieskim, Wągrowieckim, żnińskim e Bydgoskim.

## Demografia
População (dados de 30 de Junho de 2005):
|          | Total   | Total | Mulheres | Mulheres | Homens  | Homens |
| -------- | ------- | ----- | -------- | -------- | ------- | ------ |
|          | pessoas | %     | pessoas  | %        | pessoas | %      |
| Total    | 84 607  | 100   | 42 975   | 50,8     | 41 632  | 49,2   |
| Cidades  | 37 739  | 100   | 19 615   | 52       | 18 124  | 48     |
| Povoados | 46 868  | 100   | 23 360   | 49,8     | 23 508  | 50,2   |